# گاوماهی سردکمه‌ای
گاوماهی سردکمه‌ای یا گاوماهی بائر (نام علمی: Benthophilus baeri) (به انگلیسی: Baer pugolovka) گونه‌ای از پرتوبالگان است که در بخش جنوبی و مرکزی دریای خزر، تا لنکران در جنوب گسترش یافته‌است. همچنین در نزدیکی جزیره چچن، جزایر تیولنی و در باختیمیروسکایا بوروزدینا (Bakhtemirovskaya Borozdina) در شمال دریای خزر نیز گزارش شده‌است. این گونه در ژرفای بین ۱۵ تا ۸۱ متر (۴۹ تا ۲۶۶ فوت) دیده می‌شود. نرها حداکثر تا ۸ سانتی‌متر (۳٫۱ اینچ) و ماده‌ها تا ۶ سانتی‌متر (۲٫۴ اینچ) رشد می‌کنند.